# خوسيه ماريا سا ليموس
خوسيه ماريا سا ليموس (بالبرتغالية: José Maria Sá Lemos‏) هو نحات برتغالي، ولد في 1892 في Mafamude ‏ في البرتغال، وتوفي في 1971.